# Thalassoalaimus impar
Thalassoalaimus impar är en rundmaskart som beskrevs av Gerlach 1962. Thalassoalaimus impar ingår i släktet Thalassoalaimus och familjen Oxystominidae. Inga underarter finns listade i Catalogue of Life.